# وجهة نظر (مسرحية)
وجهة نظر هي مسرحية كوميدية مصرية عُرضت في عام 1989، من بطولة محمد صبحي وعبلة كامل وهناء الشوربجي، من تأليف لينين الرملي ومن إخراج محمد صبحي.

## قصة المسرحية
تدور الأحداث حول مجموعة من فاقدي البصر الذين يقيمون في مكان هو أشبه بالجحيم ولا تحيطهم أي نوع من الرعاية ولا التقدير لحالتهم الصعبة ويأتي لهم عرفة الشواف (محمد صبحي) الكفيف الذي كان في السجن وخرج فيأتي إليهم ويقودهم ويصبح قائدهم ويحاول كشف رئيس الدار الذي لا يهتم بهم ولا يعطيهم نقودهم.

## طاقم التمثيل
- محمد صبحي: (عرفة الشواف)
- عبلة كامل: (سنية)
- هناء الشوربجي: (نظيرة - مشرفة الدار)
- محمود أبو زيد: (السبعاوي - مدير الدار)
- شعبان حسين: (عبد الباري)
- عزة لبيب: (إنصاف)
- عبد الله مشرف: (خيشة)
- رياض الخولي: (مخلص)
- هاني رمزي: (مسعود)
- زينب وهبي: (محاسن)
- محمد عبد الحليم: (سيد بيه صاحب الدار)
- مجدي عبد الحليم: (عشماوي أحد الموظفين)
- شوقي طنطاوي: (شريف يحيى - صحفي)
- مصطفى طه: (رضوان)
- جينا يوسف: (مسز بوكس)
- محمد يحيى: (الدكتور)
- خالد عبد الموجود: (فتوح)

## فريق العمل
- إخراج مسرحي: محمد صبحي
- إخراج تلفزيوني: صفوت غطاس
- تأليف: لينين الرملي
- موسيقى وألحان: محمد علي سليمان
- مديرو التصوير: شحاتة تادرس، سعد عبد الجواد، محمود حامد
- غناء: أنغام، عماد عبد الحليم
- إنتاج: سبوت 2000 (صفوت غطاس)